# Liste der Monuments historiques in Villejuif
Die Liste der Monuments historiques in Villejuif führt die Monuments historiques in der französischen Stadt Villejuif auf.

## Liste der Bauwerke
| Bezeichnung                          | Beschreibung | Standort                                              | Kennzeichnung | Schutzstatus   | Datum     | Bild           |
| ------------------------------------ | ------------ | ----------------------------------------------------- | ------------- | -------------- | --------- | -------------- |
| Kirche St-Cyr-Ste-Julitte            |              | 1, place de la Mairie (Lage)                          | PA00079914    | Inscrit        | 1928      | weitere Bilder |
| Groupe scolaire Karl-Marx            |              | Avenue Karl-Marx (Lage)                               | PA00079915    | Inscrit Classé | 1975 1996 |                |
| Hôtel de la Capitainerie des Chasses |              | 87–91, rue Jean-Jaurès (Lage)                         | PA94000003    | Inscrit        | 1996      | weitere Bilder |
| Mire de Cassini                      |              | Passage de la Pyramide 157bis, avenue de Paris (Lage) | PA00079916    | Inscrit        | 1928      | weitere Bilder |
| Stadion Karl-Marx                    |              | Avenue Karl-Marx (Lage)                               | PA00125474    | Inscrit        | 1993      |                |

## Liste der Objekte

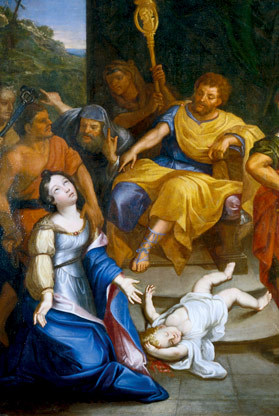
Gemälde Martyrium der heiligen Julitte (2. Hälfte des 17. Jahrhunderts)

- Monuments historiques (Objekte) in Villejuif in der Base Palissy des französischen Kultusministeriums